# The Good Soldier (TV-film)
The Good Soldier är en brittisk dramafilm från 1981 i regi av Kevin Billington. Filmen är baserad på Ford Madox Fords roman Sorgligast av historier från 1915. I huvudrollerna ses Robin Ellis, Vickery Turner, Jeremy Brett och Susan Fleetwood.

## Handling
Filmen handlar om två gifta par kring sekelskiftet 1900, ett amerikanskt och ett brittiskt, som regelbundet semestrar tillsammans men vars gemensamma harmoni slutar i tragedi. 

## Rollista i urval
- Robin Ellis – John Dowell
- Vickery Turner – Florence Dowell
- Jeremy Brett – Edward Ashburnham
- Susan Fleetwood – Leonora Ashburnham
- Elizabeth Garvie – Nancy Rufford
- Pauline Moran – Maisie Maidan
- John Ratzenberger – Jimmy
- Geoffrey Chater – Bagshawe
- John Grillo – herr Schontz
- Roger Hammond – storhertig